# 루빅스 큐브
루빅스 큐브(영어: Rubik's Cube)는 퍼즐의 일종으로, 보통 작은 여러 개의 정육면체가 모여 만들어진 하나의 큰 정육면체 형태이며, 각 방향으로 돌아가게끔 만들어져서 흩어진 각 면의 색깔을 같은 색깔로 맞추는 것이다. 큐브 퍼즐은 1974년 헝가리의 루비크 에르뇌(Ernő Rubik)가 ‘마술 큐브(Magic cube)’라는 이름으로 발명하고, 1980년 루빅스 큐브라는 이름으로 처음 시판되었다.
현재에는 루빅스 큐브라는 브랜드 이외에도 빠른 솔빙을 큐브를 생산하는 브랜드가 여러개 생겨났는데, 그 중 중국의 브랜드인 간, 치이, 모유의 큐브가 가장 많이 쓰인다.
루빅스 큐브가 돌아가면서 생기는 조합은 43,252,003,274,489,856,000개이며, 이 수 중 큐브가 맞춰져 있는 경우는 오직 하나 뿐이다.
현재 3x3x3 큐브 종목의 단일 세계신기록을 가지고 있는 선수는 중국의 Yiheng Wang으로 3.08초를 기록하였으며, 평균 세계신기록(5회 측정, 최고 기록과 최저 기록은 평균에서 제외)은 중국의 Yiheng Wang (王艺衡) 선수가 평균 4.09초를 기록하였다.

## 발명

### 루비크 에르뇌 이전의 시도
1970년 3월, 래리 니콜스(Larry Nichols)가 2×2×2 "조각이 무리지어 돌아가는 퍼즐(puzzle with pieces rotatable in groups)"을 발명하고 캐나다 특허 신청을 했다. 니콜스의 큐브 퍼즐은 자석에 의해 결합되는 구조였다. 그는 1972년 4월 11일, 루비크 교수가 자신의 큐브를 발명하기 두해 전에 미국 특허를 받았다.
1970년 4월 9일, 프랭크 폭스(Frank Fox)가 자신의 "구형 3×3×3(Spherical 3×3×3)"를 특허 신청을 했다. 그는 1974년 1월 16일 영국에서 특허를 인정받았다.(UK patent 1344259)

### 루비크 에르뇌의 발명

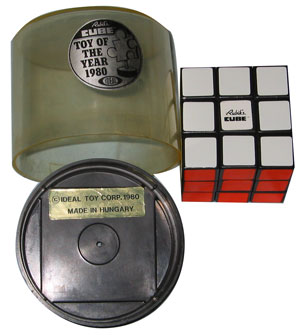
1980년 헝가리에 위치한 Ideal Toy Corp., 에서 만든 큐브의 포장

1970년대 중반, 헝가리의 루비크 에르뇌(Ernő Rubik)는 부다페스트의 모홀리-나기 예술대학의 건축과 교수로 일하고 있었다. 일반적으로 큐브의 발명은 루비크 에르뇌 교수가 학생들에게 3차원 물체를 이해시키기 위한 학습 도구로써 발명되었다고 알려져 있다. 하지만 그의 진짜 목적은 형태가 붕괴되지 않고 독립적으로 움직이게 할 때 나타나는 구조적 문제를 해결하는 것이었다. 그는 자신의 발명품이 '퍼즐'이라는 것을 자신의 발명품을 섞고 다시 맞추려고 하다가 알아냈다고 한다. 그의 "마술 큐브"는 1975년에 헝가리 특허 HU170062를 획득했다. 루빅스 큐브는 원래 헝가리에서 마술 큐브(Bűvös kocka)라고 불렸다. 그의 큐브는 당시의 특허법 때문에 국제 특허를 획득할 수 없었다. 하지만 그는 자신만의 트레이드마크를 원했고, 마술 큐브는 1980년에 발명자의 이름을 따서 루빅스 큐브(Rubik's Cube)라고 이름이 바뀌었다.

## 수학

### 경우의 수
일반적인 3×3×3 루빅스 큐브 퍼즐은 8개의 꼭짓점 조각과 12개의 모서리 조각을 가지고 있다. 큐브 조각의 순열을 특정 조각을 특정 위치에 넣는 것, 큐브 조각의 오리엔테이션을 각 조각의 방향을 바꾸는 것으로 정의할 때, 꼭짓점 조각의 순열은 8! (40,320)가지 경우가 있다. 그중 한개를 기준점으로 삼으면 나머지 7개의 꼭짓점 조각은 각각 독립적으로 3가지의 오리엔테이션을 가지며 따라서 이는 37 (2,187)가 된다. 12개의 모서리 조각의 순열은 총 12!/2 (239,500,800)가지가 있다 (꼭짓점의 순열이 짝순열이므로 모서리 조각의 순열도 짝순열). 이 모서리 조각들 중 하나를 기준으로 나머지 11개의 조각들은 각각 독립적으로 오리엔테이션 될 수 있으므로 다시 211 (2,048)을 곱해야 한다. 일반적인 루빅스 큐브에서 중앙 조각은 위치가 축에 고정되어있고, 면이 한 개뿐이라 어떤 방향성을 가지던지 큐브를 맞추는 것과는 상관없기 때문에 고려하지 않았다.
{\displaystyle {8!\times 3^{7}\times (12!/2)\times 2^{11}}=43,252,003,274,489,856,000}
이는 약 4.3×1019이다.
루빅스 큐브를 가끔 "몇십억개의 경우의 수를 가진다"라고 광고하는데 이는 더 큰 수들은 많은 사람들에게 익숙하지 않기 때문이다. 사실, 루빅스 큐브의 경우의 수는 모든 경우의 수만큼 루빅스 큐브가 존재한다고 가정했을 때 지구의 표면을 275번 덮을 수 있을 정도로 큰 수이다.
위에 제시된 숫자는 루빅스 큐브를 회전을 통해서 섞을 수 있는 경우의 수만을 계산한 것이다. 만약 큐브를 무작위로 해체하고 재조립하는 과정을 통하여서도 섞을 수 있다면 경우의 수는 12배나 증가한다.
{\displaystyle {8!\times 3^{8}\times 12!\times 2^{12}}=519,024,039,293,878,272,000.}
결국 큐브 해체를 통해서 섞는다면 약 5.2×1020가지의 방법이 가능한 것이다. 하지만 이 중에 큐브를 회전만을 통하여 다시 맞출 수 있는 경우는 전체의 1/12밖에 되지 않는다. 이는 어떤 회전을 통하여도 단 두 개의 조각만 서로 바꾸거나 한 개의 꼭짓점 또는 모서리 조각만을 독립적으로 회전시킬 수 없기 때문이다. 결과적으로 큐브는 12개의 다른 조각 배열을 가지게 되며 이러한 조각 배열의 집합을 "군"이라고 부른다.

## 해법

### 조각
- 중앙 조각(center piece): 루빅스 큐브에서 총 6개가 있으며, 제자리에서 돌기만 하고 돌아가도 알아챌 수 없다. 맞추는 데에는 모서리 조각과 꼭짓점 조각의 위치의 기준이 된다.

- 모서리 조각(edge piece): 루빅스 큐브에서 총 12개가 있으며, 서로 자리를 바꿀 수 있다. 엣지라고 부르기도 한다.

- 꼭짓점 조각(corner piece): 루빅스 큐브에서 총 8개가 있으며, 서로 자리를 바꿀 수 있다. 코너라고 부르기도 한다.

### 회전 기호
일반적으로 3×3×3 루빅스 큐브 사용자들은 데이빗 싱마스터(David Singmaster)가 발명한 회전 기호를 사용하여 큐브의 회전을 기록한다. 이 기호 체계의 상대적인 기록 방식에 의해 가장 윗 면이나 각 면의 배색과 관계없이 회전을 기록할 수 있다.
- F (Front): 큐브를 맞추는 사람을 향해 있는 면
- B (Back): F면의 반대에 위치한 면
- U (Up): 가장 윗면, 위를 향해 있는 면
- D (Down): U면 반대에 위치한 면, 큐브의 가장 아래에 있는 면
- L (Left): F면을 보았을 때 자신을 기준으로 바로 왼쪽에 있는 면
- R (Right): F면을 보았을 때 자신을 기준으로 바로 오른쪽에 있는 면, L면의 반대에 위치한 면
- f (Front two layers): 큐브를 맞추고 있는 사람을 향해 있는 면과 그에 대응하는 중간 층
- b (Back two layers): F면의 반대에 위치한 면과 그에 대응하는 중간 층
- u (Up two layers): 가장 윗면과 그에 대응하는 중간 층
- d (Down two layers): 가장 아랫면과 그에 대응하는 중간 층
- l (Left two layers): F면을 보았을 때 자신을 기준으로 바로 왼쪽에 있는 면과 그에 대응하는 중간 층
- r (Right two layers): F면을 보았을 때 자신을 기준으로 바로 오른쪽에 있는 면과 그에 대응하는 중간 층
- x (전체 회전): 큐브 전체를 R면을 기준으로 회전
- y (전체 회전): 큐브 전체를 U면을 기준으로 회전
- z (전체 회전): 큐브 전체를 F면을 기준으로 회전

프라임 기호(′)가 글자 뒤에 붙었을 때는 그 면을 기준으로 해 반시계 방향으로, 없다면 시계 방향으로 1번 회전(1/4바퀴)하는 것을 의미한다. 글자 뒤에 a 2 (또는 제곱표시 2)가 붙었을 때는 2번 회전(1/2바퀴)를 의미한다. 즉, R은 오른쪽 면을 시계방향으로 1번 회전한 것을 의미하지만 R'은 오른쪽 면을 시계반대방향으로 1번 회전한 것을 의미한다. x, y, 그리고 z는 큐브 전체를 세 축 중 하나를 기준으로 돌려 시점을 변경하라는 의미이다. 큐브 전체를 가각 R, U, F에 맞게 돌린다고 생각하면 된다. 마찬가지로 제곱 표시, 또는 숫자 2가 따라올 때는 180도 회전을 의미한다.
x, y, z 이외의 소문자는 모두 대응하는 대문자 회전과 똑같이 하되, 중간 층까지 포함하여 한꺼번에 두 층을 회전하는 것을 뜻한다. 또한, 두 층을 동시에 회전하는 것을 나타낼 때 소문자 대신에 원래 대문자 옆에 w (wide)를 붙여서 나타내기도 한다. 즉, Rw과 r은 같은 회전을 나타낸다. 중간 층만을 사용하는 회전을 표시할 때는 회전 기호를 MES확장기호를 사용한다. M, E, S는 각각 다른 중간 층 회전을 의미한다. 이런 기호들은 Marc Waterman's Algorithm 같은 곳에서 찾아볼 수 있고, 꼭짓점 조각부터 맞추는 해법을 사용할 시에 자주 사용된다.
- M (Middle): L면과 R면 사이의 면, L을 기준으로 회전한다.
- E (Equator): U면과 D면 사이의 면, D면을 기준으로 회전한다.
- S (Standing): F면과 B면 사이의 면, F면을 기준으로 회전한다.

### 최선의 해법
루빅스 큐브를 섞을 수 있는 방법은 매우 많지만 어떤 경우에도 큐브를 100회전 이내로 맞출 수 있는 해법들은 매우 다양하고, 많은 일반적 해법들이 각각 독립적으로 발견되었다. 큐브 맞추는 방법 중 가장 처음에 보편화된 방법이자 표준 해법은 데이빗 싱마스터(David Singmaster)가 발견하였고 그가 1981년에 쓴 책 "루빅스 매직 큐브"에 대한 노트(Notes on Rubik's "Magic Cube")에 소개되어 있다. 이 해법은 LBL(Layer By Layer) 방식으로 되어 있다. 즉, '윗층'으로 설정된 한 층부터 시작해서 '아래층'까지 차례로 맞추어나가는 방식이다. 연습을 하면 누구나 이 해법으로 큐브를 1분 안에 맞출 수 있다. 루빅스 큐브의 다른 일반적 해법으로는 꼭짓점 조각부터 맞추는 corners first 방식이나 블럭 빌딩 방식 등이 있다. 1982년에 데이빗 싱마스터(David Singmaster)과 알렉산더 프레이(Alexander Frey)가 큐브를 맞추기 위한 최소 회전수를 20대 초반일 것이라는 가설을 세웠다. 2007년에는 컴퓨터를 이용하여 큐브를 어떻게 섞든지 간에 26회전 이내에 맞출 수 있다는 것을 발견했고, 2008년에는 토마스 로키키(Tomas Rokicki)가 22회전 내에 큐브를 맞출 수 있다는 것을 발견했다.
 그리고 2010년 여름에 구글과 한 팀의 학자들이 "신의 해법"또는 "신의 알고리즘"이라고도 불리는 루빅스 큐브의 최선의 해법은 20회전이라는 것을 증명했다. 더 확장하자면, n × n × n 꼴의 루빅스 큐브는 Θ(n2 / log(n))회전 이내에 모두 맞출 수 있다.

### 다양한 고급 해법

#### 프리드리히 해법
'스피드 큐빙', 즉 큐브를 빨리 맞추는 것을 목적으로 하는 사람들에게 가장 널리 쓰이는 해법은 제시카 프리드리히(Jessica Fridrich)가 개발한 프리드리히 해법이다. 앞서 소개되었던 LBL (Layer By Layer) 방식과 유사하지만 더 많은 양의 공식을 사용하며 특히 가장 마지막 층의 오리엔테이션과 순열 관련 공식이 가장 많다. 밑면에 십자가부터 맞춘 후 1층의 꼭짓점 조각과 2층의 모서리 조각을 한꺼번에 끼워 넣어 아래의 두 층을 완성한다. 이 과정을 일반적으로 F2L (first two layers) 이라고 한다. 그 다음 마지막 층을 오리엔테이션하고 그 후에 순열을 하는 방식으로 2단계에 걸쳐 완성한다. 마지막 층의 오리엔테이션과 순열은 각각 OLL (Orientation of Last Layer), PLL (Permutation of Last Layer) 이라고 불린다. Cross(십자가) - F2L - OLL - PLL의 순서로 맞춰지기 때문에 CFOP 해법이라고 불리기도 한다. F2L 공식이 45개, OLL 공식이 57개, PLL 공식이 21개로 약 120여 개의 공식으로 만약 십자가를 7회전 이내에 완료한다면 55회전 이내에 큐브를 맞출 수 있는 강력한 해법이다. 이 해법은 다른 해법에 비해 상황을 판단할 때의 지연 시간이 적고, 다른 고급 해법들을 배우는데 기본이 되며, 공식의 수가 적고 가장 널리 쓰이는 해법이다.
F2L
OLL
PLL

#### 슐츠 해법
슐츠 해법은 네덜란드의 구스 슐츠(Guus R. Schultz)가 개발한 해법으로 프리드리히 해법이 개발되기 전까지 가장 널리 사용되던 해법이다. 맞추는 방법은 프리드리히 해법과 유사하지만 마지막 층을 맞추는 순서가 다르다. 프리드리히 해법은 OLL-PLL순서로 마지막 층을 맞췄지만 슐츠 해법은 마지막 층의 꼭짓점 조각을 모두 맞춘 후 마지막 층의 모서리 조각을 맞춘다. 이 과정을 각각 CLL (Corners of Last Layer), ELL (Edges of Last Layer) 이라고 부른다.

#### 패트러스 해법
패트러스 해법은 현재 유명한 해법 중에 하나로, 라스 패트러스(Lars Petrus)이 만들었다. 이 해법은 블럭 빌딩 방식의 해법으로 2×2×2 부분에 해당되는 부분을 먼저 맞춘 후 맞춰진 2×2×2 블럭 부분을 다시 2×2×3으로 확장한다. 다음 단계는 아직 맞춰지지 않은 부분에서 모든 모서리 조각의 오리엔테이션을 완료하는 것인데, 이 과정을 거침으로써 나중에 32회전의 공식이 필요할지도 모르는 사태를 미리 방지한다. LBL (Layer by Layer) 방식의 해법에서는 새로운 공식을 적용할 때마다 1층을 섞었다가 다시 맞추는 과정을 반복하는 반면 패트러스 해법을 사용하면 첫 2×2×2 블록과 2×2×3 블록을 맞추면서 다른 맞춰진 조각들을 건드릴 필요가 없다. 따라서 이 해법의 장점은 일반적으로 다른 고급 해법들보다 더 적은 회전수로 큐브를 맞출 수 있다는 것이며, 최소 회전수로 큐브를 맞추는 대회에서 애용되는 해법이다. 후술될 ZBLL과 같이 사용할 때 더 뛰어나다.

#### 루 해법
루 해법은 블럭빌딩 해법이라는 데에선 패트러스 해법과 다소 유사한 면이 있지만 꼭짓점 조각부터 맞추는 코너-퍼스트 해법류에서 파생되어 발전된 해법의 형태이다. 먼저 3×2×1 블록을 맞춘 후 반대쪽에 똑같이 3×2×1 블록을 하나 더 맞춘다. 그 후 윗층의 꼭짓점 조각을 맞춘다. 그러면 나머지 큐브를 U회전과 M회전 만으로 완성할 수 있다. 이 해법 역시 패트러스 해법과 마찬가지로 회전수를 줄이는데 의의를 두고 있지만, 스피드 솔빙 용으로 프리드리히 다음으로 많이 사용된다. 또한 1시간의 일부 제한시간이 주어지는 최소 회전수로 큐브를 맞추는 대회에서 가장 좋은 성적을 내는 해법들 중 하나이다.

#### ZB 해법
이론상으로 가장 빠르게 큐브를 맞출 수 있는 해법 중 하나. 공식의 개수는 총 799개이다. 폴란드의 즈비그니에프 즈보로프스키(Zbigniew Zborowski)와 네덜란드의 론 판브뤼험(Ron Van Bruchem)이 제안한 해법이다. 앞에서 서술된 프리드리히 해법과 유사한 방식인 LBL 방식을 사용하나 공식은 다르다. 해법은 총 3가지 단계로 구성되어 있는데, 그 과정은 다음과 같다.
- X-cross ▶️ ZBLS ▶️ ZBLL
  - X-cross: 프리드리히 해법의 크로스와 비슷하나 크로스를 만들면서 F2L 슬롯 하나를 집어넣는 방법이다. 정형화된 공식은 없다.
  - ZBLS: X-cross가 끝나면 F2L 슬롯은 총 3개가 남아있게 되는데, 2개는 일반적인 F2L로 맞추고, 마지막 한 개의 슬롯에는 ZBLS를 사용한다. 이 공식을 사용하게 되면 마지막 슬롯을 맞추며 윗면의 십자까지 맞출 수 있다. 그러나 공식의 개수가 너무 많고 상황 판단도 어렵기에, 이 공식의 사용 범위를 F2L 기본형의 범위로 한정한 VLS라는 공식도 생겨났다.
  - ZBLL: ZBLS를 사용한 다음 ZBLL을 사용하면 마지막 층을 한꺼번에 다 맞출 수 있다. 상위권 큐비스트들도 기록 단축을 위해 ZBLL을 사용하는데, 공식이 400개가 넘는 데다 상황 판단 지연 때문에 다 외워서 사용하는 큐비스트들은 거의 없으며, 간단하고 자주 쓰이는 공식 몇 가지만 외워서 사용하는 경우가 다반사이다.

#### Helmstetter's LL 해법
이론상으로 가장 빠르게 큐브를 맞출 수 있는 해법 중 하나. 공식의 개수는 좌우대칭으로 인해 겹치는 것을 배제하지 않으면 1212개(이 중 다 맞춰진 경우를 제외 시 1211개)이다. 프랑스의 베르나르드 엘름스테터가 개발한 공식이다. 이 공식은 Cross와 F2L 단계를 마무리 한 뒤 사용하는데 마지막 층의 오리엔테이션과 퍼뮤테이션을 한꺼번에(OLL+PLL) 할 수 있다. 이 공식을 사용하면 기록을 많이 단축시킬 수 있으나, 방대한 공식의 양과 핑거트릭의 불편함, 그리고 상황 판단의 지연으로 인해 거의 쓰이지 않는다. 하지만 한국에서 이를 사용해 세계 신기록을 도전한다고 한다.

## 큐브 판매처

### 온라인(한국 국내)
- 큐브엔조이 보관됨 2019-02-07 - 웨이백 머신
2006년 7~8월에 개설되었으며 많은 브랜드의 판매권을 가지고 있다. 하지만 가격이 다른 곳에 비해 전체적으로 비싸다는 평을 받아, '바가지엔조이'라는 별명이 있다.
- 킹엔큐브
웹사이트가 아니라 네이버 카페이며, 계좌 이체 방식으로 사고팔 수 있다. 킹엔큐브 측에서 파는 큐브를 살 수도 있고, 가지고 있는 큐브(또는 관련 도구)를 사고팔 수도 있다.
- 큐브광장
큐브엔조이에서 운영하는 네이버 카페이다.
- 큐브난나
네이버 스토어이다.

### 온라인(한국 국외)
한국 국외의 큐브 온라인 판매처로는 TheCubicle.us, SpeedCubeShop 등이 있다.

### 오프라인
한국 국내 오프라인 큐브 판매점은 서울 동대문구에 위치한 올큐브(서울 동대문구 외대역동로 87)가 있다.

## 같이 보기
- 포켓 큐브
- 루미큐브
- 리벤지 큐브
- 기어큐브
- 프로페서스 큐브
- 피라밍크스
- 메가밍크스
- 피라밍크스 크리스탈